# Кусімов Тагір Таїпович
Тагір Таїпович Кусімов (14 лютого 1909 — 10 травня 1986) — радянський військовик, Герой Радянського Союзу (1944). У роки Німецько-радянської війни на чолі 58-го гвардійського кавалерійського полку брав участь у Битві за Дніпро. Генерал-майор (1969).

## Біографія
Народився в селі Кусімово (нині Абзеліловський район Башкортостану) у селянській родині. Освіта початкова.
У РСЧА з 1928 року. В 1932 році у Казані татаро-башкирську об'єднану військову школу, в 1937 році — КУКС.
На фронтах німецько-радянської війни з квітня 1942 року. Командир 58-го гвардійського кавалерійського полку (16-а гвардійська кавалерійська дивізія, 7-й гвардійський кавалерійський корпус, 61-а армія, Центральний фронт) гвардії підполковник Кусімов 27 вересня 1943 року силами полку організував форсування Дніпра західніше сіл Димарка та Неданчичі (Ріпкинський район Чернігівської області). Полк закріпився на плацдармі і цим створив умови для переправи інших підрозділів дивізії.
З подання командира 16-ї гвардійської кавалерійської дивізії гвардії полковника Бєлова на нагородження підполковника Кусімова орденом Суворова 3-го ступеня, останній, зрештою, за форсування Дніпра отримав значно вищу нагороду. 15 січня 1944 р. удостоєний звання Героя Радянського Союзу.
в 1947 році закінчив Військову академію імені М. В. Фрунзе, в 1951 р. — Військову академію Генерального штабу.
З 1969 року генерал-майор Т. Т. Кусімов у відставці. Працював воєнкомом Башкирської АРСР. Жив в Уфі. Помер 10 травня 1986 року.

## Інші нагороди
Нагороджений двома орденами Леніна, орденом червоного Прапора, Вітчизняної війни 1 ст., двома орденами Червоної Зірки, медалями.